# Condado de Yuma (Arizona)
El condado de Yuma, se localiza en la esquina suroeste del estado de Arizona. La población registrada en el censo de 2020 fue de 203 881 habitantes. La cabecera se localiza en la ciudad de Yuma.

## Características generales

### Historia
Yuma fue uno de los condados que se formaron con la creación del Territorio de Arizona en 1864.

### Geografía
De acuerdo con la oficina del censo de los Estados Unidos, el condado tiene un área total de 14 294 km², de los cuales, 14 281 km² corresponden a tierra firme y tan sólo 13 km² son de aguas.
Limita al norte con el condado de La Paz, al este con el condado de Maricopa, al sureste con el condado de Pima, al sur con el municipio de San Luis Río Colorado, del estado mexicano de Sonora; al oeste con el municipio de Mexicali, del estado mexicano de Baja California y al oeste con el condado de Imperial, del estado de California.

### Límites del Condado
| Noroeste: Riverside, Imperial (California)                | Norte: La Paz                                            | Nordeste: Maricopa                                           |
| Oeste: Imperial (California)                              |                                                          | Este: Maricopa, Pima                                         |
| Suroeste: Municipio de Mexicali (Baja California, México) | Sur: Municipio de San Luis Río Colorado (Sonora, México) | Sureste: Municipio de San Luis Río Colorado (Sonora, México) |

### Demografía
La densidad de población es del orden de 11,97 habs/km², según el censo de 2000.

### Ciudades y pueblos
- Fortuna Foothills
- Gadsden
- San Luis
- Somerton
- Tacna
- Wellton
- Yuma